# Gaijiazhuang
Gaijiazhuang (kinesiska: 盖家庄, 盖家庄乡) är en socken i Kina. Den ligger i provinsen Shanxi, i den norra delen av landet, omkring 85 kilometer väster om provinshuvudstaden Taiyuan. Antalet invånare är 4 768. Befolkningen består av 1 966 kvinnor och 2 802 män. Barn under 15 år utgör 18,0 %, vuxna 15-64 år 74 %, och äldre över 65 år 7,0 %.
Genomsnittlig årsnederbörd är 701 millimeter. Den regnigaste månaden är juli, med i genomsnitt 223 mm nederbörd, och den torraste är januari, med 4 mm nederbörd.